# Prospalta spicea
Prospalta spicea là một loài bướm đêm trong họ Noctuidae.